# Nils Gunnar Svensson

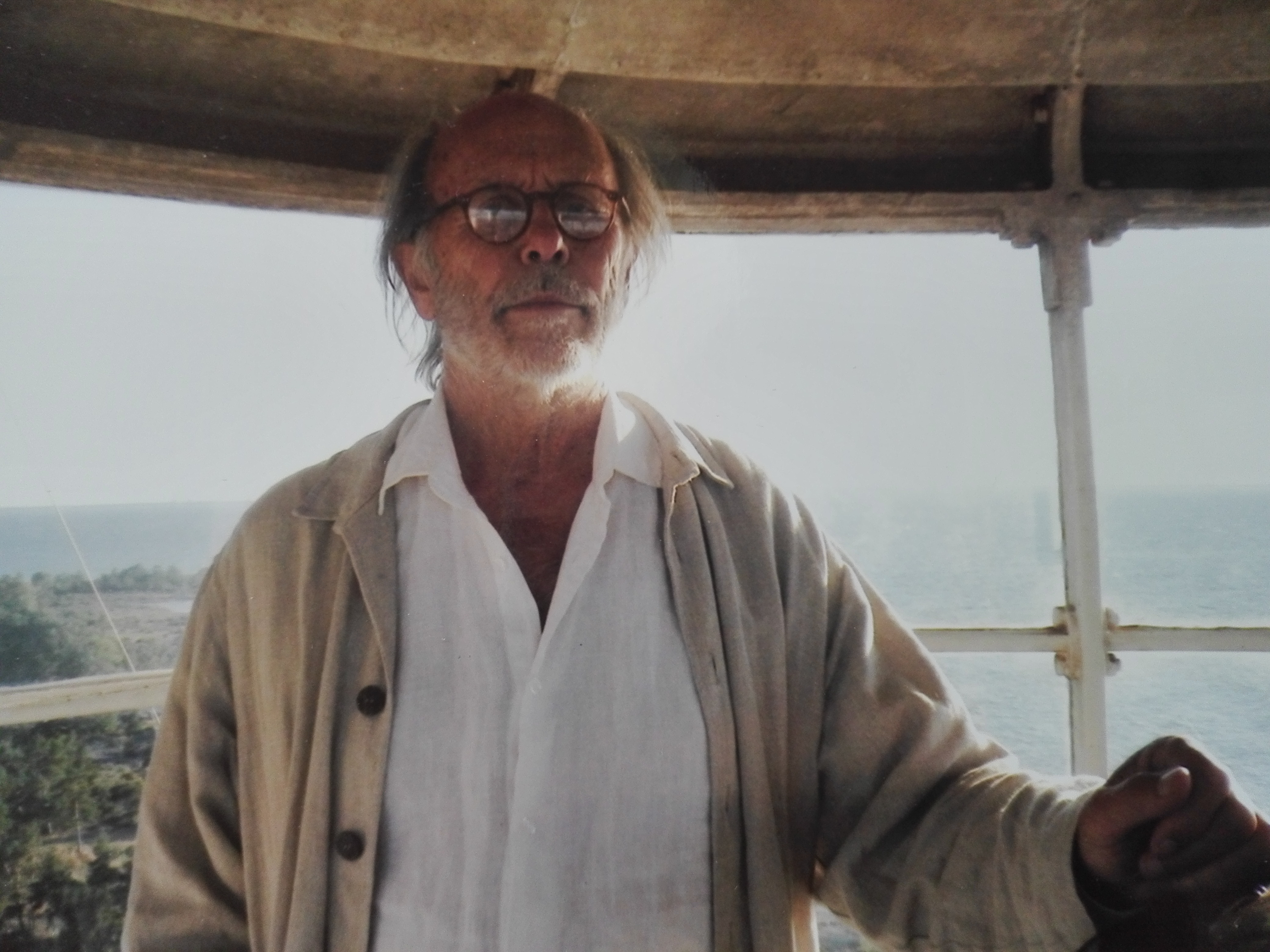
Gunnar Svensson på Örskärs fyr.

Nils Gunnar Svensson, född den 26 september 1935, är en svensk tecknare och författare.  

## Biografi
Efter tre år till sjöss och två år på sanatorium utbildade sig Svensson till tecknare vid Beckmans i Stockholm. Resor i olika delar av världen blev till böcker om bland annat Kuba och Vietnam; även naturen i Klarälvdalen och Finnskogen har inspirerat honom som tecknare och författare. Svensson har även skrivit krönikor, betraktelser, debattartiklar, illustrerade reportage i olika tidningar och tidskrifter.

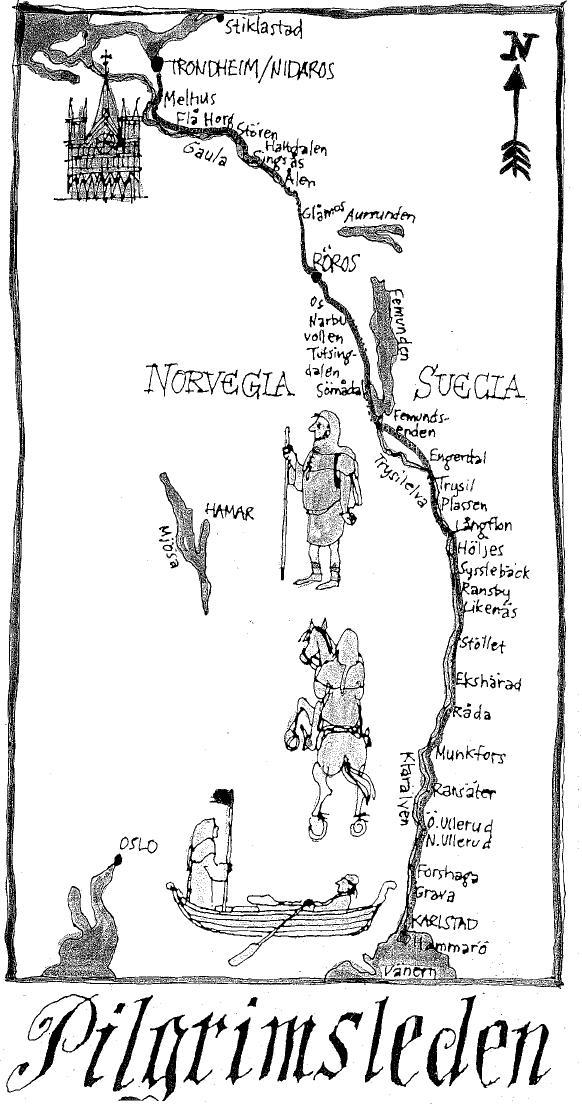
ill. Gunnar Svensson

Basen för hans verksamhet var fram till 2010 Ransby i norra Värmland men numera är han bosatt i Likenäs. I Ransby finns Utmarksmuseet med  Pilgrimstapeten, som  förverkligats genom Svensson. Utmarksmuseet ingår tillsammans med Kulturkoppra och Dalby hembygdsgård i Ransby Kulturby. Svensson har även varit med att iordningställa Ransbysätern som turistmål. Idag är den ett friluftsmuseum med fjällkor, getter och hästar. År 2007 blev sätern vandrarhem i STF:s regi. Under en rad av år har Svensson medverkat i arrangemangen av Utmarksmusiken som varje sommar arrangeras på sätern. 
Tidigare har Svensson varit ledamot i kommunstyrelsen och fullmäktige i Torsby kommun som representant för Vänsterpartiet. Han har även varit vice ordförande för Värmlands läns landstings kulturnämnd. Av Svenssons böcker är de flesta utgivna på Heidruns förlag.

## Utställningar av teckningar
- Solna stadsbibliotek
- Värmlands Museum
- Paris, Marais
- New York, Queens
- Stockholm, Gamla stan
- Karlstad, Konstfrämjandet

## Tidningar och tidskrifter som Svensson medverkat i
- Kamratposten
- Ordfront
- Miljömagasinet, krönikör
- Tidskriften Karavan
- Svenska Dagbladet
- Dagens Nyheter
- Aftonbladet
- Nya Wermlands Tidningen
- Värmlands Folkblad
- Vietnam Literature Review
- International Poetry Review, US
- ICE-FLOW International Poetry of the Far North, Alaska
- Nhan Danh, Folkbladet, Vietnams dagliga tidning
- samt tidningar/tidskrifter i Frankrike och Schweiz

## Medverkan i antologier
- En hund äter inte rödbetor. 1995.
- Världshumor 1. Red: Bo Helgesson.1995.
- Vargen som missade bussen. Värmlandshumor 1. 1997.
- Röster från Dalarna. En bok för alla 2000.

## Utmärkelser
- Statens konstnärsstipendium och Författarfondens resestipendium
- Diplom för formgivningen av Årets vackraste Värmlandsbok
- Pilgrimstapeten från Föreningen för Värmlandslitteratur 1998
- Författarförbundets och SIDA:s stipendium till Vietnam 1999
- Wermländska Sällskapets i Stockholm kulturstipendium 2003